# های آفلی
های آفلی (به انگلیسی: High Offley) یک روستا و محله مدنی در بریتانیا است که در Stafford واقع شده‌است.‌های آفلی ۹۸۰ نفر جمعیت دارد.